# Kanton Plouaret
Der Kanton Plouaret war bis 2015 ein französischer Wahlkreis im Arrondissement Lannion, im Département Côtes-d’Armor und in der Bretagne. Sein Hauptort war Plouaret.

## Gemeinden
| Gemeinde         | Bretonisch       | Einwohner (2022) | Fläche (km²) | Code postal | Code Insee |
| ---------------- | ---------------- | ---------------- | ------------ | ----------- | ---------- |
| Loguivy-Plougras | Logivi-Plougraz  | 788              | 47.68        | 22780       | 22131      |
| Plouaret         | Plouared         | 2.230            | 29.98        | 22420       | 22207      |
| Plougras         | Plougraz         | 428              | 26.48        | 22780       | 22217      |
| Plounérin        | Plounerin        | 799              | 25.89        | 22780       | 22227      |
| Plounévez-Moëdec | Plounevez-Moedeg | 1.473            | 40.36        | 22810       | 22228      |
| Pluzunet         | Plûned           | 984              | 22.87        | 22140       | 22245      |
| Tonquédec        | Tonkedeg         | 1.201            | 18.01        | 22140       | 22340      |
| Trégrom          | Tregrom          | 447              | 16.64        | 22420       | 22359      |
| Le Vieux-Marché  | Ar C'houerc'had  | 1.276            | 23.13        | 22420       | 22387      |

## Bevölkerungsentwicklung
| 1962   | 1968   | 1975   | 1982   | 1990 | 1999 | 2006 | 2012 |
| ------ | ------ | ------ | ------ | ---- | ---- | ---- | ---- |
| 12.321 | 11.525 | 10.605 | 10.180 | 9501 | 9255 | 9375 | 9581 |